# 上地由真
上地 由真（うえぢ ゆま、1987年7月7日 - ）は、日本の歌手、女優、タレントである。奈良県出身。

## 略歴
1987年7月7日奈良県生まれ、幼少期を奈良県で過ごす。
高校生の時にあるオーディションを受けたのを機に、地元・関西地方を中心としてタレント活動を始める。
2007年にファーストシングル「shine day」をリリースし歌手デビュー。2009年には、セカンドシングル「あしたへ」をリリース。
以来、ライブハウスを中心にライブ活動を行うほか、メジャーアーティストの作品にも参加している。
現在では、歌手のほかタレントとしても活動しており、全国各地でのミュージックフェスやステージイベントにも出演している。
2016年には、カーコンビニ倶楽部のイメージキャラクターに就任、CMソングを歌唱するほか、カーコンカーリース｢もろコミ｣テレビCMにも出演している。

## 音楽
シングル
- 2007年 shone day
- 2009年 あしたへ
- 2019年 why
- 2020年7月16日 マイルーム マイライフ （U Yuma feat. RAM RIDER 名義）

ミニアルバム
- 2016年8月19日 everytime everywhere

その他参加作品
- 2018年　NHK連続テレビ小説｢半分、青い。｣ 菅野祐悟 オリジナルサウンドトラック

## 出演

### テレビCM
- カーコンカーリース｢もろコミ｣[注 1]（2016年 -）

### ラジオ
- 上地由真のWedge of Life （2016年7月1日 - 2017年6月30日、InterFM）
- 上地由真のwedge studio　（2017年4月3日 - 2018年3月26日、文化放送）
- 由真と愛の Wedge of Love （2018年4月 - 2020年3月、文化放送）
- 上地由真のワンダーユーマン（2020年3月30日 - 、文化放送）

### 舞台
- PU-PU-JUICE 第26回公演 『新・罪と罰』（2019年）

### 映画
- DAUGHTER（2023年） - 雨宮恵 役[1]

### テレビ
- いい伊豆みつけた （2024年9月 - 、伊豆急ケーブルネットワーク ）- レポーター
  - 漁業のまち戸田の魅力は奥深い！（2024年9月第3週）[2][3] [4]
- 笑い飯西田のてくてく大喜利（2024年10月8日 - ）[5]